# Sophie Cooke
Sophie Cooke (Callander, 3 aprile 1976) è una romanziera e poetessa scozzese, scrittrice di racconti e di viaggi.
Durante una sua intervista, pubblicata nella rivista Aesthetica nel 2009, Cooke ha affermato che le sue opere si concentrano soprattutto su questioni di verità, tema che ha approfondito in diversi racconti e novelle, sviluppando la nozione di verità come un bene ammortizzabile. Gli scritti di Cooke trattano dell'occultamento della verità a vari livelli, dall'autoinganno personale alle mistificazioni e raggiri dell'opinione pubblica da parte dei governi.
I critici letterari hanno citato paralleli tra le opere di Sophie Cooke e quelle di Virginia Woolf e di sceneggiatori contemporanei come Thomas Vinterberg. Nel 2009 Cooke ha vissuto a Berlino. Scrive inoltre articoli di viaggio per il quotidiano  The Guardian.

## Opere

### Romanzi
- The Glass House (2004)
- Under The Mountain (2008)

### Racconti
- "Why You Should Not Put Your Hand Through The Ice" (2000) finalista premiato (2º posto) al MacAllan/Scotland on Sunday Short Story Competition; pubblicato su MacAllan Shorts da Polygon; trasmesso da BBC Radio Scozia.
- "The Incomprehensible Mortality of Karen Mack" (2001) finalista al MacAllan / Scotland on Sunday Short Story Competition; pubblicato su MacAllan Shorts da Polygon.
- "At The Time" (2001) in Damage Land: New Scottish Gothic Fiction curatore: Alan Bissett.
- "Skin And Bones" (2006) trasmesso su BBC Radio 4.
- "The Long Watch" (2009) pubblicato nell'antologia Kikinda Shorts (Belgrado).
- "Havana" (2009) pubblicato nella rivista Notes From The Underground.
- "After Falling" (2009) pubblicato nella rivista letteraria GRASP (Praga).
- "United Solutions" (2010) pubblicato nell'antologia The Year of Open Doors dall'editore Cargo: Rodge Glass

### Monologhi
- Protective Measures (2009) rappresentato presso il Kikinda Short Story Festival in Serbia; pubblicato nell'antologia Kikinda Shorts (Belgrado).

### Poesie
- Antarctica (2006) pubblicato su Product magazine.
- 2058 (2010) pubblicato su Gutter magazine.